# Ui-Salgan
Ui-Salgan (en rus: Уй-Салган) és un poble de la república del Daguestan, a Rússia. Segons el cens del 2010 tenia 332 habitants.